# 芬兰大陆
芬兰大陆（芬蘭語：Manner-Suomi）是一个在统计及其它上下文中用来表示芬兰大陆部分的领土的术语。这部分领土是除了奥兰群岛之外的其它芬兰领土。
“芬兰大陆”这个术语的重要性表现在奥兰自治区和芬兰大陆在法律上的区分，以及奥兰人和芬兰大陆上的芬兰瑞典族人在文化、语言、历史和自我民族认同上的一些区分。例如，芬兰全国性的政党机构只活动在芬兰大陆，在奥兰自治区里没有分部。奥兰自治区里有自己的独立政党体系，这些政党并不隶属于全国性的政党。芬兰邮政发行的邮票只在芬兰大陆有效，奥兰发行只在奥兰有效的邮票。奥兰人的自我认同比较复杂敏感。大部分奥兰居民的母语为瑞典语，他们可能自认为是芬兰瑞典族的一员，也可能会自认为单独的一个瑞典族分支。然而，奥兰自治区的人口数量仅为芬兰大陆人口数量的0.5%，为芬兰大陆上芬兰瑞典族人口的10%以下，所以在很多场合这些区分也就被忽略了。
在地理术语上，“芬兰大陆”也会用于不包括奥兰群岛和芬兰其它海岛的领土。但是在区分奥兰和芬兰其它地区时，“芬兰大陆”也会包括其它海岛。